# Грузинская клавиатура

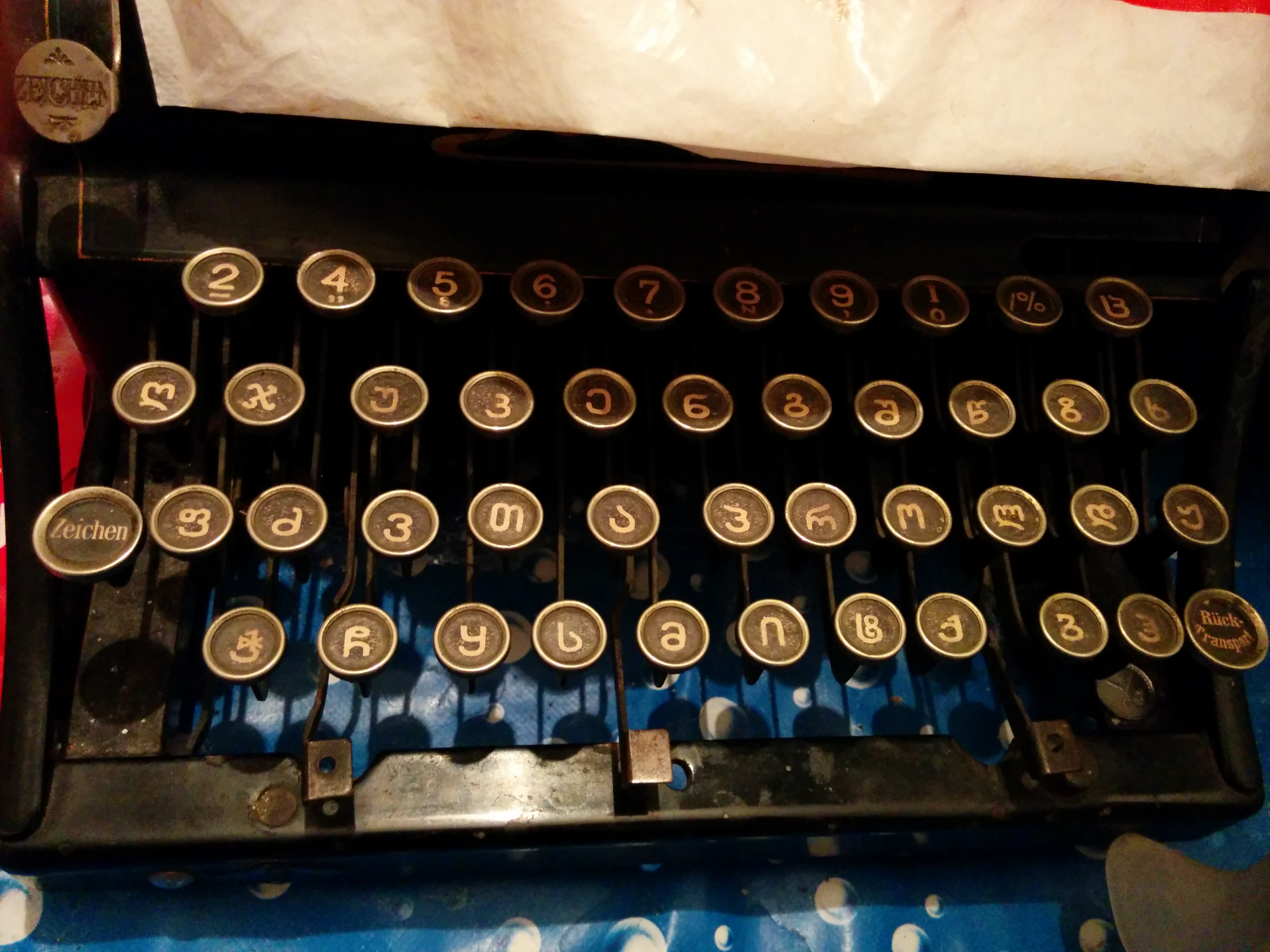
Грузинская раскладка клавиатуры на пишущей машинке

Грузинская клавиатура (груз. ქართული კლავიატურა [kʰɑrtʰuli kʼlɑviɑtʼurɑ]) включает в себя несколько раскладок клавиатуры для грузинской письменности.

## Стандартная раскладка
Это стандартная раскладка клавиатуры для грузинского языка. Стандартная клавиатура Windows, по сути, вариант клавиатуры пишущей машинки.

## Клавиатура QWERTY
Это грузинская клавиатура QWERTY, в которой буквы грузинского алфавита расположены аналогично латинским буквам. Хотя в грузинском языке нет заглавных букв, для печати на нём необходимо использовать клавишу Shift, потому что для ввода нескольких букв требуется смещение (так как в грузинском алфавите 33 буквы, а в английском только 26).